# Andrew D'Souza
Andrew D'Souza (1 de julio de 1994) es un deportista canadiense que compitió en bádminton. Ganó una medalla de plata en los Juegos Panamericanos de 2015, en la prueba individual.

## Palmarés internacional
| Juegos Panamericanos | Juegos Panamericanos | Juegos Panamericanos | Juegos Panamericanos |
| Año                  | Lugar                | Medalla              | Prueba               |
| -------------------- | -------------------- | -------------------- | -------------------- |
| 2015                 | Toronto (Canadá)     | Medalla de plata     | Individual           |